# Зиссерман, Карл Львович
Карл Львович Зиссерман (нем. Karl Sissermann; ?—1888) — Ставропольский и Тифлисский губернатор. Действительный статский советник (с 1883).

## Биография
Родился в семье выходца из  Силезии, военного врача на русской службе Льва Арнольдовича Зиссермана (1803—1882), который выслужил потомственное российское дворянство: род Зиссерманов был внесён в III часть родословной книги Подольской губернии. Старшим сыном Льва Зиссермана был будущий военный историк Кавказа Арнольд Львович Зиссерман (1824—1897). С Кавказом оказались связанными и его младшие братья: Карл возглавлял Ставропольскую, а затем Тифлисскую губернии; Юлий, служивший в Нижегородском  драгунском полку, после отставки был в Ставрополе почётным мировым судьёй; Генрих служил в Ставрополе прокурором. Род Зиссерманов был записан и в родословную книгу Ставропольской губернии.
Карл Львович Зиссерман службу начал в 1859 году, в судебном департаменте бывшего главного управления кавказского наместника. Через год был назначен правителем дел совета Закавказского девичьего института, но уже в 1861 году был переведён секретарем в Закавказскую межевую палату. В 1867 году Карл занимал должность члена от правительства Тифлисского распорядительного городского правления, состоя в то же время членом комиссии о мостовых при строительном отделении Тифлисского губернского правления и членом особой комиссии, образованной для определения границы городской черты Тифлиса. В следующем году он получил назначение на должность правителя канцелярии Тифлисского губернатора и оставался в ней до 1874 году. Одновременно, он был редактором Тифлисского губернского статистического комитета, которым был составлен «Сборник статистических материалов по Тифлисской губернии». В 1873 году он управлял делами комиссии по устройству Кавказского коннозаводства, за что получил благодарность наместника. 
В 1876 году Зиссерман был назначен вице-губернатором, а в 1882 году — губернатором Ставропольской губернии. В 1883 году он был произведён в чин действительного статского советника. С 12 марта 1887 года он был переведён на должность Тифлисского губернатора.
Умер 18 (30) ноября 1888 года. 